# ENKA Open 1998
ENKA Open 1998 — тенісний турнір, що проходив на відкритих кортах з твердим покриттям in Стамбул in Туреччина. Належав до турнірів 4-ї категорії в рамках Туру WTA 1998. Тривав з 3 до 9 серпня 1998 року.

## Переможниці та фіналістки

### Одиночний розряд
Генрієта Надьова —  Ольга Барабанщикова 6–4, 3–6, 7–6
- Для Надьової це був 2-й титул за сезон і 5-й — за кар'єру.

### Парний розряд
Майке Бабель /  Лоранс Куртуа —  Оса Карлссон /  Флоренсія Лабат 6–0, 6–2
- Для Бабель це був єдиний титул за сезон і 1-й — за кар'єру. Для Куртуа це був єдиний титул за сезон і 2-й — за кар'єру.